# Tramvajska linija št. 11 (Szczecin)
Tramvajska linija številka 11 (Ludowa ↔ Pomorzany) je ena izmed 11 tramvajskih linij javnega mestnega prometa v Szczecinu.  Poteka v smeri severozahod - jugovzhod po nekaterih najprometnejših szczecinskih cestah in povezuje Drzetowo-Grabowo in Pomorzany. Linija obratuje vse dni v letu, tj. ob delavnikih, sobotah, nedeljah in praznikih. Ova linija je začela obratovati 1974. Celotna linija je dolga 8,7 kilometrov.

## Trasa
| Smer: Ludowa | Smer: Pomorzany |
| --- | --- |
| Pomorzany – Powstańców Wielkopolskich – Piastów – plac Kościuszki – Piastów – Plac Szarych Szeregów – Piłsudskiego – plac Rodła – Piłsudskiego – Matejki – Malczewskiego – Parkowa – Dubois – Firlika – Antosiewicza – Nocznickiego – Stalmacha – Lubeckiego – Ludowa | Ludowa – Lubeckiego – Stalmacha – Nocznickiego – Firlika – Dubois – Parkowa – Malczewskiego – Matejki – Piłsudskiego – plac Rodła – Piłsudskiego – plac Szarych Szeregów – Piastów – plac Kościuszki – Piastów – plac Szyrockiego – Powstańców Wielkopolskich – Budziszyńska – Pomorzany |

## Preglednica vozil na liniji
- Linija 11: tramvaj Düwag GT6
- Linija 11: tramvaje Konstal 105Na na trgu Grunwaldzkim
- Linija 11: tramvaje Konstal 105N2k/2000
- Linija 11: tramvaje Moderus Alfa na trgu Grunwaldzkim